# Zwiebackhaus

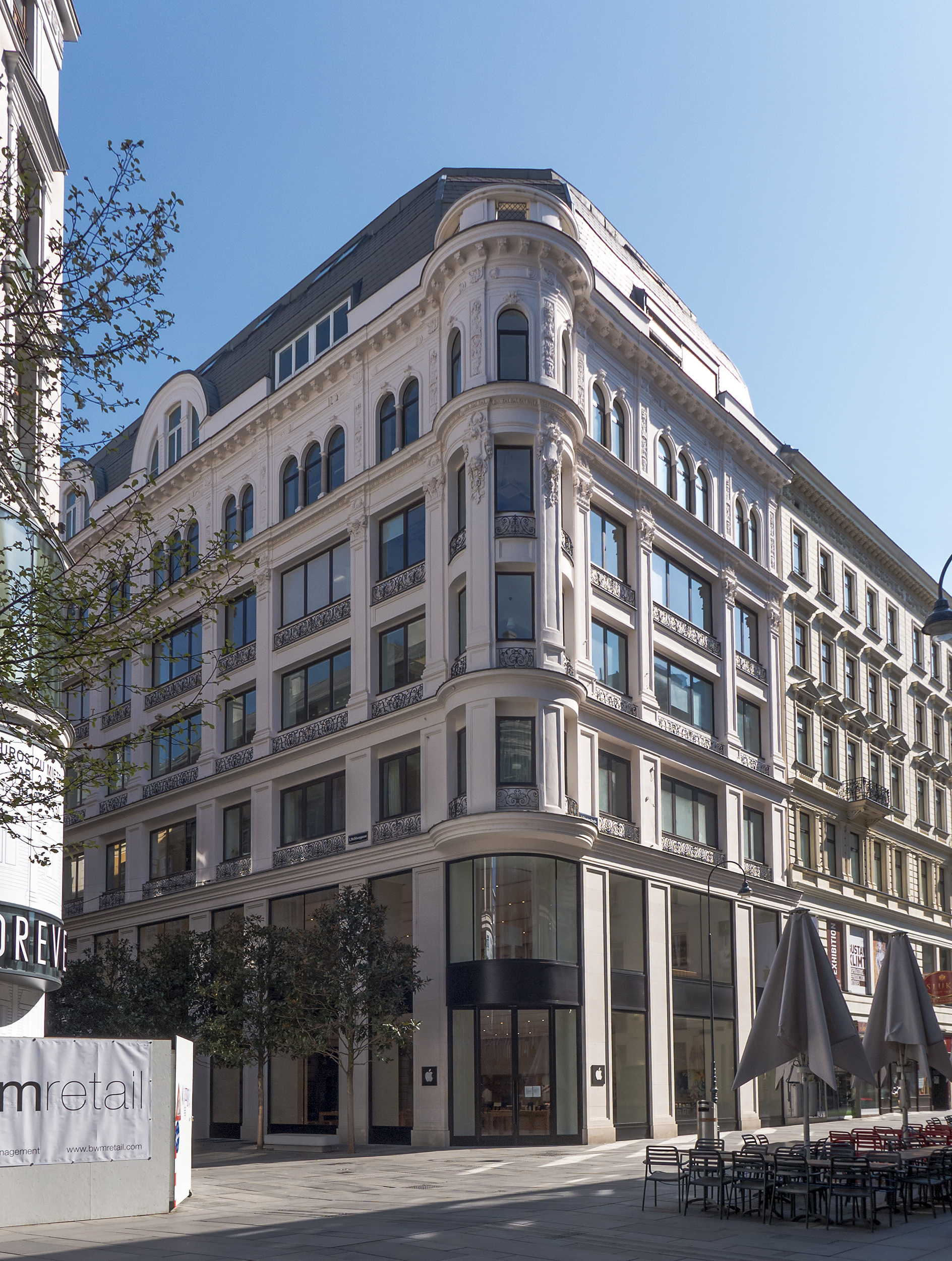
Das Zwiebackhaus in der Wiener Innenstadt

Als Zwiebackhaus (auch Geschäftshaus Zwieback) wird umgangssprachlich das denkmalgeschützte Gebäude an der Adresse Kärntner Straße 11 / Weihburggasse 2 im 1. Wiener Gemeindebezirk Innere Stadt bezeichnet, welches 1895 nach Entwürfen des Architekten Friedrich Schön für die Brüder Ludwig, Samuel und Emanuel Zwieback errichtet wurde.

## Geschichte
Um das achtstöckige Gebäude zu errichten, wurde das 1797 von den Erben des Hofkammerorganisten und Komponisten Gottlieb Muffat errichtete sogenannte Muffathaus, in welchem in den 1860er Jahren zeitweise Johann Strauss (Sohn) mit seiner ersten Frau Jetty Treffz lebte und seit 1879 Ignaz Bittmann ein erfolgreiches Kindermoden-Geschäft betrieb, abgerissen. Auftraggeber des Neubaus waren die Gebrüder Zwieback, welche seit 1877 ein Damenkonfektionsgeschäft in der Mariahilfer Straße 111, Ecke Webgasse namens „Ludwig Zwieback & Bruder“ führten.
Das im späthistoristischen Stil erbaute Eckhaus wurde kleiner als das Vorgängergebäude ausgeführt, wodurch der zuvor bestehende Engpass auf der Kärntner Straße beseitigt werden konnte. Für die tragende Struktur wurden, als eines der ersten Häuser in Wien, Betonpfeiler verwendet. Die mit Goldornamentik verzierte Fassade des Hauses erhielt im Erdgeschoß großflächige Schaufenster, im obersten Obergeschoß Rundbogenfenster und im Dachgeschoß Thermenfenster. Das Damenkonfektionsgeschäft der Gebrüder Zwieback befand sich in den unteren drei Geschoßen, während die oberen Etagen für Büros und Produktion genutzt wurden.
1910 wurden die Geschäftsräume sowie die Fassade durch den Architekten Friedrich Ohmann neu gestaltet. Dabei erhielt das Haus ab dem 2. Geschoß einen Eckerker. 1921 erwarb Ella Zirner-Zwieback, Erbin von „Ludwig Zwieback & Bruder“, das angrenzende Pereirapalais in der Weihburggasse 4 und ließ dessen Erdgeschoß 1922 von den Architekten Friedrich Ohmann und August Kirstein zum Café Zwieback umbauen. Anfang der Dreißiger vermietete Ella Zirner-Zwieback das Café an die ehemaligen k.u.k. Armee Husaren-Offiziere Graf Paul Pálffy, Graf Peter Pálffy und Baron Sonjok, welche dort das Restaurant „Zu den drei Husaren“ eröffneten.
Nach dem Anschluss Österreichs 1938 an Hitler-Deutschland wurde der gesamte Besitz der Familie Zwieback zwangsarisiert: die Gebäude Kärntner Straße 11 und Weihburggasse 4 gingen an die Zentralsparkasse der Gemeinde Wien, während das Restaurant „Zu den drei Husaren“ an den den Nazis nahestehenden Berliner Gastronom Otto Horcher ging. Ella Zirner-Zwieback und ihr Sohn Ludwig Zirner emigrierten noch im selben Jahr in die Vereinigten Staaten.
Während der Wiener Operation der Roten Armee im April 1945 wurde das Zwiebackhaus von einem Geschoß getroffen, dessen Druckwelle das Dach abdeckte und Glasschäden verursachte. Weitere Treffer in der Umgebung beschädigten durch Druck und Splitter die Fassade des Hauses. Nach Kriegsende klagten Ella Zirner-Zwieback und ihr Sohn gegen die Republik um Restitution, erhielten aber 1951 nur den Geschäftsteil des Hauses zurück. 1957 verkaufte die Familie was übrig blieb und verließ Österreich endgültig.
Bei späteren Reparaturarbeiten wurde die Fassade vereinfacht und der Eckerker abgetragen. 1972 erfolgte ein Umbau durch Architekt Hannes Lintl. 2009 veräußerte die Bank Austria als Rechtsnachfolgerin der Zentralsparkasse der Gemeinde Wien das Gebäude an die Signa Holding, welche das Gebäude grundlegend sanierte. 2017–18 baute Apple die drei Stockwerke des vormaligen Geschäfts der Familie Zwieback zum ersten Apple Store Österreichs um. Im Mai 2023 veräußerte René Benkos Signa Holding das Gebäude für 95 Millionen Euro an eine Gesellschaft des oberösterreichischen Industriellen Josef Rainer.